# Las aventuras de Juan Quin Quin
Las aventuras de Juan Quin Quin és una pel·lícula cubana dirigida per Julio García Espinosa i estrenada el 1967 basada en el conte de Samuel Feijoo, Juan Quinquín en Pueblo Mocho. Es va presentar al 5è Festival Internacional de Cinema de Moscou.

## Argument
Juan Quin Quin i el seu amic Jachero multipliquen les aventures i els oficis més excèntrics (pallassos, manifestants de fira, toreros, coristes...). Perseguits per les autoritats, sota el govern de Fulgencio Batista, van acabar unint-se a la guerrilla revolucionària. Però, no és aquesta, de nou, la continuació de les seves aventures inconformistes?

## Repartiment
- Julio Martinez : Juan Quin Quin
- Erdwin Fernández : Jachero
- Adelaïda Raymat : Teresa
- Enrique Santisteban
- Agustín Campos
- Manuel Pereiro

## Comentari
| « | Aquesta comèdia d'aventures casual va tenir un gran èxit popular i el millor resultat cubà a la taquilla de l'època. La pel·lícula conté nous ingredients com les "bombolles" en què els personatges expressen els seus pensaments a l'estil de les tires còmiques, o l'ús de la càmera lenta o ràpida, per inculcar el to popular que volia el director | » |

Segons Jacques Lourcelles, Las aventuras de Juan Quin Quin seria una mena de western picaresc, còmic i sagnant, fantasiós i per descomptat compromès.